# رسائل الكراهية

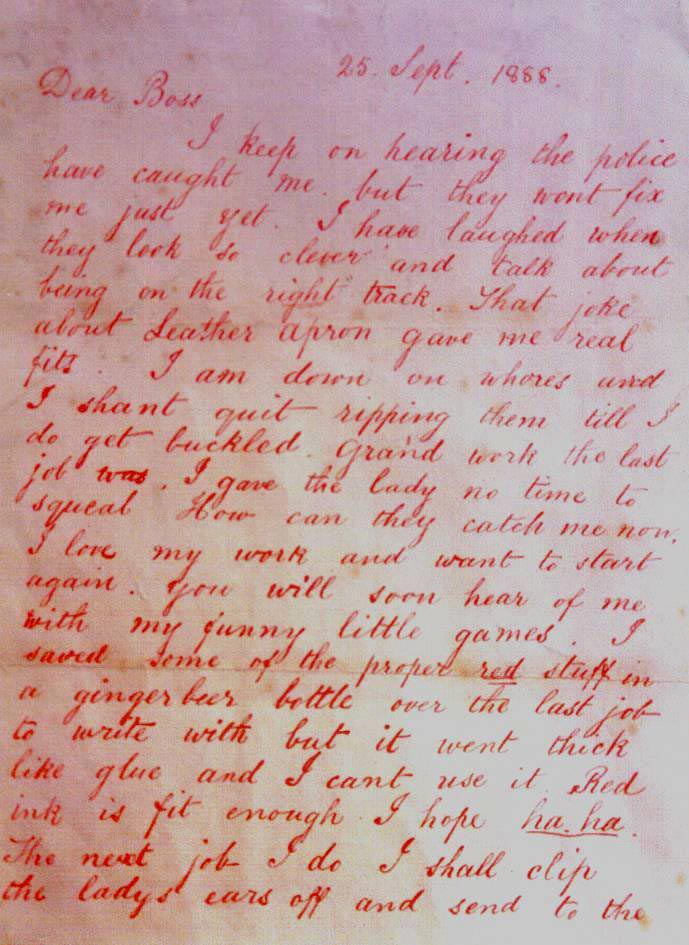
رسالة جاك السفاح "عزيزي الرئيس".

رسائل الكراهية (إلكترونية، أو كتابية) تعتبر شكلًا من أشكال المضايقة، وتتكون عادة من تعليقات تخويفية أو تهديدية اتجاه المستلم، وغالبًا ما تحتوي على لغة مسيئة أو مؤذية بشكل مبالغ فيه. قد يتلقى المستلم في الرسالة إشارة تتعلق بعرقهم، جنسهم، ميولهم الجنسية، دينهم، ذكائهم، توجهاتهم السياسية، شعورهم الاخلاقي، أو جمالهم، وغالبًا ما يحتوي نص الرسالة على الفاض نابية، أو قد يحتوي ببساطة علي رسالة سلبية غير لائقة. مرسلوا بريد الكراهية يرسلون عادة رسائل مجهولة المصدر أو كشخص آخر (سواء كان شخصًا مختلفًا أو وهميًا) من أجل تجنب تحديد هويتهم وتعقبهم، لأن طبيعة بعض رسائل الكراهية ستؤدي حتماً إلى توجيه تهم جنائية إذا تم تحديد هوية المرسل.

## أمثلة ملحوظة لرسائل الكراهية
يتم إصدار بريد الكراهية بشكل متكرر إلى لاعبي كرة القدم والمديرين من قبل مشجعي الفريق المنافس، وأيضًا من قِبل مشجعي نفس الفريق الغير راضيين عن أداء لاعب فردي أو مدير أو فريق. نيل لينون، سلتيك إف سي السابق مدير، تلقى بريد كراهية في شكل ذلك طرد يحتوي على قنبلة مسامير من المشجعين رينجرز. تم سجن رجلين لمدة خمس سنوات في أبريل 2012 لقيامهما بإرسال قنبلة مسمار إلى لينون.
تلقى والدا «هولي ويلز» البالغة من العمر 10 سنوات،(وهي فتاة من «كامبريدجشاير» قُتلت مع صديقتها جيسيكا تشابمان في جريمة قتل «سوهام» التي نُشرت في أغسطس 2002)، عدة رسائل بعد وقت قصير من العثور على جثة ابنتهما، متهمة إياهما بتورطهما في قتل الفتاتين. تلقوا أيضًا العديد من الرسائل ذات محتوى أنهم «حصلوا على ما يستحقونه» للسماح لابنتهم باللعب في يوم السبت. كما تم كتابة رسائل أخرى ذات محتوى جنسي تشير إلى الظروف المحتملة لوفاتها.
تلقى والدا سارة باين، التي قُتلت في ويست ساسكس في يوليو 2000، خطابًا مجهولًا بينما كانت لا تزال مفقودة، متهمة والدها وجدها بقتلها. بعد العثور على جثة سارة، تلقى والداها أيضًا رسائل توبخهم على السماح لسارة وإخوتها الثلاثة باللعب دون إشراف على الشاطئ. كما قامت والدتها، وهي الآن من دعاة حماية الطفل، بإغلاق حسابها على التواصل الاجتماعي عبر تويتر في نوفمبر / تشرين الثاني. في عام 2014 بعد حملة طويلة من سوء المعاملة من قبل المتصيدون، والتي شملت مزاعم بأنها جمعت مبلغًا هائلاً من المال من عملها الإعلامي و «تمجدت في أسلوب حياة فخم» نتيجة لذلك، كانت هناك اقتراحات بأن روي وايتنج (المدان بجريمة قتل سارة) كان برئ، تهدد رسائل من مستخدمي Twitter يزعمون أنهم من مشتهي الأطفال، وملاحظات حول وفاة زوجها السابق مايكل من مرض متعلق بإدمان الكحول في الشهر السابق.